# Capanna Alpe di Prou
La capanna Alpe Prou è un rifugio alpino situato nel territorio di Malvaglia nell'omonima valle (valle laterale della valle di Blenio), frazione di Serravalle nel canton Ticino, nelle Alpi Lepontine a 2.015 m s.l.m.

## Storia
Fu inaugurato nel 1999.

## Caratteristiche e informazioni
La capanna è disposta su due piani, con refettorio unico per un totale di 20 posti. Piano di cottura sia a legna, che a gas completa di utensili di cucina. Illuminazione con pannelli solari. Posti letto suddivisi in 2 stanze. Ampio piazzale esterno con tavoli e fontana.

## Accessi
- Dagro 1.367 m - Dagro è raggiungibile in auto o con la filovia da Malvaglia. - Tempo di percorrenza: 1,45 ore - Dislivello: 700 metri - Difficoltà: T2.

## Escursioni
- Prato di Cüm 1.901 m - Tempo di percorrenza: 2,30 ore - Dislivello: -100 metri - Difficoltà: T2.

## Traversate
- Capanna Quarnèi 3 ore
- Capanna Adula UTOE 5 ore
- Capanna Adula CAS 5,30 ore